# Uj (affluente del Tobol)
L'Uj è un fiume della Russia siberiana occidentale (Oblast' di Čeljabinsk e Repubblica Autonoma della Baschiria) e del Kazakistan settentrionale (regione di Qostanay), affluente di sinistra del Tobol nel bacino dell'Irtyš.
Nasce dal versante orientale degli Urali meridionali, all'estremità nordorientale della Repubblica Autonoma della Baschiria e a brevissima distanza dalle sorgenti dell'Ural; scorre per tutto il percorso con direzione mediamente orientale, attraversando dapprima il pedemonte orientale degli Urali e successivamente l'estremità sudoccidentale del bassopiano siberiano occidentale, in vista delle falde settentrionali dell'altopiano del Turgaj. Confluisce nel Tobol nel suo medio corso. I suoi maggiori affluenti sono l'Uvel'ka e il Toguzak.
Il fiume è congelato, mediamente, da novembre ad aprile.
L'Uj segna per un lungo tratto del corso il confine russo-kazako; l'unica città di rilievo toccata dal fiume è Troick, che sorge per l'appunto lungo questa frontiera.